# Céret
Céret (på Catalansk: Ceret) er en by og kommune i departementet Pyrénées-Orientales i Sydfrankrig.
Céret er også hovedby i et arrondissement og kanton af samme navn.
Céret har siden starten af det 20. århundrede været besøgt af mange kendte kunstnere. Området omkring byen er kendt for sine mange kirsebærtræer.

## Geografi
Céret ligger ved floden Tech for foden af Pyrenæerne i det gamle landskab Vallespir, 24 km fra Middelhavet.
Mod vest ligger Amélie-les-Bains-Palalda, mod øst Maureillas-las-Illas og Le Boulou og mod nord Fourques. Nærmeste større by er Perpignan (34 km).

## Historie
Der findes ingen arkæologiske eller historiske spor i Céret før det 9. århundrede. Her omtales byen som hørende under Grevskabet Empúries. Slottet Le Castellas, som man i dag kan se resterne af, stammer fra denne periode.
I 1172 arvede Alfons 2. af Aragonien Roussillon og hermed også Vallespir. Jakob 1. af Aragonien delte i 1262 sine besiddelser mellem sine sønner. Jakob 2. af Mallorca arvede Kongeriget Mallorca, som også omfattede Roussillon inklusiv Céret. I denne periode blev der bygget en bymur med voldgrav og benediktinerklosteret Saint-Ferréol.
I 1268 modtog Guillaume 5., vicegreve af Castelnou, Céret som medgift ved ægteskabet med Ava, datter af Pons af Vernet. Som det var udbredt i denne periode, fik Céret en form for selvstyre af vicegreven. 4 konsuler blev årligt valgt af befolkningen, til at styre byen. Konsulerne måtte aflægge ed til Guillaume, som således bevarede kontrollen med byen.
Omkring 1321 byggede byen broen Pont du Diable over floden Tech. Omkostningerne blev delt mellem Céret og landsbyerne længere oppe af floden.
I 1344 kom Roussillon og Céret igen under Aragonien.
I 1659 kom Roussillon og Céret med Pyrenæerfreden under Frankrig. I 1581 grundlagdes et kapucinerkloster i Céret og i 1648 et karmeliterkloster. De to klostre rivaliserede kraftigt indtil begge blev ødelagt under den franske revolution. Céret blev besat af Spanien i 1793 – 1794 under Pyrenæerkrigen. Bymuren blev istandsat under krigen, men revet ned af Napoleon nogle år senere, da byens indbyggere lukkede portene for ham.
I begyndelsen af det 20. århundrede slog flere kunstmalere sig ned i byen, bl.a. Juan Gris og Pablo Picasso. Byen fik tilnavnet Kubisternes Mekka selvom også andre malere slog sig ned i byen. I 1950 blev der åbnet et museum for moderne kunst.

## Borgmestre
- Michel Sageloly (1965-1983)
- Henri Sicre (1983-1995)
- Michel Sageloly, Jr. (1995-1996)
- Henri Sicre (1996-2001)
- Alain Torrent (2001-2020)
- Michel Coste (2020-)

## Demografi

### Udvikling i folketal
| 1793 | 1800 | 1806 | 1821 | 1831 | 1836 | 1841 | 1846 | 1851 |
| ---- | ---- | ---- | ---- | ---- | ---- | ---- | ---- | ---- |
| 1754 | 2181 | 2517 | 2692 | 3251 | 3302 | 3313 | 3519 | 3586 |

| 1856 | 1861 | 1866 | 1872 | 1876 | 1881 | 1886 | 1891 | 1896 |
| ---- | ---- | ---- | ---- | ---- | ---- | ---- | ---- | ---- |
| 3488 | 3585 | 3737 | 3708 | 3629 | 3777 | 3818 | 3828 | 3766 |

| 1901 | 1906 | 1911 | 1921 | 1926 | 1931 | 1936 | 1946 | 1954 |
| ---- | ---- | ---- | ---- | ---- | ---- | ---- | ---- | ---- |
| 3840 | 3841 | 3921 | 4472 | 4918 | 5052 | 5118 | 5148 | 5091 |

| 1962                                                              | 1968 | 1975 | 1982 | 1990 | 1999 | 2006 | 2011 | 2017 |
| ----------------------------------------------------------------- | ---- | ---- | ---- | ---- | ---- | ---- | ---- | ---- |
| 5421                                                              | 5438 | 5987 | 6798 | 7285 | 7291 | 7568 | 7583 | 7798 |
| Tal fra og med 1962 er uden dobbelttælling (sans doubles comptes) |      |      |      |      |      |      |      |      |